# Sachie Ishizu
Sachie Ishizu (石津幸恵?, Ishizu Sachie; Tokyo, 3 settembre 1992) è una tennista giapponese.

## Biografia
Vinse con la turca Melis Sezer l'Indian ITF Junior Tournament - Chandigarh 2009 in doppio battendo in finale le avversarie indiane Kyra Shroff e Rashmi Teltumbde con un punteggio di 6-3, 6-3.
L'anno dopo, nel 2010, arrivò alla finale del Torneo di Wimbledon 2010 - Singolare ragazze venendo sconfitta in un difficile incontro da Kristýna Plíšková, con il punteggio di 3-6, 6-4, 4-6. All'Australian Open 2010 - Singolare ragazze venne eliminata nei primi turni da Luksika Kumkhum.
Nel 2013 si è aggiudicata l'oro alle Universiadi.

## Grand Slam Junior

### Singolare

#### Sconfitte (1)
| Tornei del Grande Slam  |
| ----------------------- |
| Australian Open (0)     |
| Open di Francia (0)     |
| Torneo di Wimbledon (1) |
| US Open (0)             |

| N. | Data          | Torneo                      | Superficie | Avversario in finale | Punteggio     |
| 1. | 3 luglio 2010 | Torneo di Wimbledon, Londra | Erba       | Kristýna Plíšková    | 3-6, 6-4, 4-6 |